# Nghịch lý Fermi

Một sự thể đồ hoạ của thông điệp Arecibo – nỗ lực đầu tiên của con người nhằm sử dụng sóng radio để thông báo sự hiện diện của mình tới các nền văn minh ngoài Trái Đất

Nghịch lý Fermi nói đến sự đối nghịch giữa việc thiếu hụt những bằng chứng thuyết phục về sự tồn tại của các nền văn minh ngoài Trái Đất và khả năng tồn tại cao một cách rõ ràng của các nền văn minh đó.
Từ độ tuổi rất lớn của vũ trụ và số lượng lớn các ngôi sao, người ta thấy rằng nếu Trái Đất là một ví dụ điển hình cho sự sống thì sự sống ngoài Trái Đất cũng phải rất phổ biến. Trong một cuộc tranh luận không chính thức vào năm 1950, nhà vật lý Enrico Fermi đã đặt ra câu hỏi: nếu nhiều nền văn minh tiên tiến ngoài Trái Đất tồn tại trong Ngân Hà thì tại sao các tàu vũ trụ hay các máy thăm dò lại không thu được bằng chứng gì?
Một khảo sát kỹ càng hơn về những hàm ý của chủ đề bắt đầu với một văn bản của Michael H. Hart năm 1975, thỉnh thoảng được gọi là nghịch lý Fermi-Hart. Một câu hỏi liên quan khác là Sự Im lặng Vĩ đại—thậm chí nếu việc di chuyển trong vũ trụ là khó khăn, nếu sự sống có nhiều, tại sao chúng ta không phát hiện ra tín hiệu radio nào của họ?
Đã có những nỗ lực nhằm giải quyết nghịch lý Fermi bằng cách xác định bằng chứng về những nền văn minh ngoài Trái Đất, hay đề xuất những giả thuyết chẳng hạn như những sự sống như vậy hiếm khi tồn tại, chỉ tồn tại trong khoảng thời gian ngắn, hay có thể tồn tại mà con người không hay biết tới.
Nghịch lý Fermi đã trở thành một điểm tham chiếu trong hầu hết những nỗ lực lớn với mục đích phát triển các lý thuyết khoa học và các mô hình khả thi về sự sống ngoài Trái Đất. Đã có nhiều nỗ lực khoa học để cố gắng giải quyết nghịch lý này, và các vấn đề khác liên quan trong nhiều lĩnh vực đa dạng như thiên văn học, sinh học, sinh thái học và triết học cũng được để tâm đến. Một lĩnh vực mới mẻ là sinh học vũ trụ cũng có nhiều cách tiếp cận học thuật liên quan đến nghịch lý Fermi nói riêng và vấn đề về sự sống ngoài Trái Đất nói chung.

## Lịch sử
Fermi không phải là người đầu tiên hỏi câu hỏi này. Konstantin Tsiolkovsky từng nhắc đến nghịch lý này trước đó trong một bản thảo không được xuất bản vào năm 1933. Ông viết rằng “Người ta từ chối sự hiện diện của các giống loài thông minh trên những hành tinh khác của vũ trụ” bởi vì “(i) nếu một giống loài như vậy tồn tại thì chúng sẽ đến thăm Trái Đất, và (ii) nếu những nền văn minh đó tồn tại, họ sẽ để lại dấu hiệu về sự tồn tại của họ cho chúng ta". Với những người khác, đây không phải là một nghịch lý mà chỉ đơn thuần là thừa nhận việc thiếu vắng sự sống ngoài Trái Đất. Nhưng với ông, đây là một nghịch lý, vì ông tin vào khả năng của sự sống ngoài hành tinh và du hành không gian. Do đó, ông đề xuất thứ mà được biết đến ngày nay với cái tên Giả thuyết Vườn thú và suy đoán rằng loài người chưa sẵn sàng để những giống loài cao cấp hơn liên lạc. Vậy nên, bản thân Tsiolkovsky không phải là người đầu tiên khám phá ra nghịch lý, vì ông có nhắc đến lý do những người khác không chấp nhận tiền đề “các nền văn minh ngoài hành tinh có tồn tại”.
Vào năm 1975, Michael H. Hart xuất bản một khảo sát kĩ càng hơn của nghịch lý này, và là một trong những người đầu tiên làm điều đó. Ông lý luận rằng nếu người ngoài hành tinh thông minh tồn tại và có khả năng du hành không gian, thì Ngân Hà sẽ bị thuộc địa hóa trong khoảng thời gian ngắn hơn tuổi đời của Trái Đất rất nhiều. Tuy nhiên, không có bằng chứng quan sát được nào cho thấy sự hiện diện của họ ở đây. Hart gọi điều này là “Sự thật A”.

### Cuộc nói chuyện gốc
Vào mùa hè năm 1950 ở Phòng thí nghiệm Quốc gia Los Alamos ở New Mexico, Enrico Fermi và các đồng nghiệp Emil Konopinski, Edward Teller, và Herbert York đã bàn luận vào một (hay vài) buổi ăn trưa. Tại một trong những buổi ăn trưa đó, Fermi buột miệng, “Mọi người đâu hết cả rồi?” (thư của Teller), hoặc “Đã bao giờ mọi người tự hỏi mọi người đâu hết rồi không?” (thư của York), hoặc “Nhưng mà mọi người đâu hết cả rồi?” (thư của Konopinski). Teller viết, “Câu hỏi của anh ấy khiến chúng tôi bật cười vì cái sự thật kì lạ rằng, mặc dù câu hỏi của Fermi tới một cách đột ngột, tất cả mọi người ở bàn ăn đều hiểu rằng anh ấy đang nói về sự sống ngoài hành tinh".
Năm 1984, York viết rằng Fermi “đã bổ sung thêm bằng một chuỗi các phép tính về xác suất xuất hiện sự sống trên một Trái Đất, xác suất xuất hiện con người khi có sự sống, sự phát triển và tồn tại của công nghệ cao, và hơn thế nữa. Dựa vào những phép toán ấy, anh ấy kết luận rằng đáng lẽ ra ai đó phải đến thăm chúng ta từ lâu, thậm chí là nhiều lần rồi". Teller nhớ rằng cuộc nói chuyện không dẫn đến quá nhiều điều “có lẽ ngoại trừ một nhận định rằng khoảng cách đến vị trí có sự sống tiếp theo chắc hẳn là rất lớn và có lẽ ta đang sống cách xa khu đô thị trung tâm thiên hà".
Fermi chết vì ung thư năm 1954. Tuy nhiên, trong lá thư gửi đến ba nhà khoa học còn sống vào năm 1984, tiến sĩ Eric Jones ở Los Alamos đã phần nào tập hợp lại được cuộc nói chuyện gốc. Jones báo với cả ba rằng ông muốn bao gồm một phiên bản hoặc bản tổng hợp đủ chính xác để cho vào trong kỉ yếu mà mình đang soạn thảo cho một hội nghị được tổ chức từ trước có tên “Di cư Liên sao và Trải nghiệm Con người”.

## Cơ sở của nghịch lý
Nghịch lý Fermi là sự mâu thuẫn giữa khả năng tồn tại của sự sống ngoài vũ trụ và sự thiếu hụt bằng chứng về những sự sống đó. Vấn đề có thể được phát biểu cụ thể hơn như sau:
Kích thước và tuổi thực của vũ trụ cho thấy nhiều nền văn minh công nghệ cao phải tồn tại.
 Tuy nhiên, lý thuyết này dường như mâu thuẫn với sự thiếu hụt bằng chứng quan sát ủng hộ nó.
Khía cạnh đầu tiên của nghịch lý - “lập luận về độ lớn” - xét một hàm của những con số ước tính có liên quan. Cụ thể, dải Ngân Hà có khoảng 250 tỷ (2.5 x 10^11) ngôi sao, còn với vũ trụ quan sát được thì con số đó vào khoảng 70 nghìn tỷ tỷ (7 x 10^22).  Dù sự sống chỉ xuất hiện ở một phần rất nhỏ các hành tinh quay quanh những ngôi sao đó đi chăng nữa, vẫn sẽ có rất nhiều nền văn minh trong dải Ngân Hà. Luận điểm này cũng thừa nhận rằng Trái Đất không đặc biệt. Một vài tính toán sử dụng phương trình Drake cũng ủng hộ luận điểm này, dù người ta còn nhiều nghi vấn về những giả định đằng sau các tính toán đó.
Khía cạnh thứ hai của nghịch lý Fermi - “lập luận về tỉ lệ” - nói rằng: nếu sự sống thông minh có khả năng vượt qua sự khan hiếm, và có xu hướng khai hoang những môi trường sống mới, thì có thể đã tồn tại một nền văn minh công nghệ đủ tiên tiến để tìm kiếm tài nguyên trong không gian và thuộc địa hóa toàn bộ hệ sao bản địa và lân cận. Do đó, sự thiếu dấu hiệu của sự sống thông minh khác ở Trái Đất hay ở bất kì đâu trong vũ trụ đã biết sẽ là một mâu thuẫn. Một vài lời giải khả thi có thể kể đến như: sự sống thông minh khan hiếm hơn ta tưởng, những giả định của ta về sự phát triển hay hành vi của sự sống thông minh có lỗ hổng, thậm chí là những hiểu biết khoa học về vũ trụ của chúng ta chưa hoàn thiện.
Nghịch lý Fermi có thể được hỏi theo hai cách. Cách thứ nhất là, "Tại sao không tồn tại tạo vật của người ngoài hành tinh ở trên Trái Đất hay trong Hệ Mặt Trời?" Nếu việc du hành liên sao là khả thi, dù theo kiểu "chậm" mà tầm vóc kĩ thuật của Trái Đất gần như có thể với tới, thì cũng chỉ mất từ 5 triệu tới 50 triệu năm để thuộc địa hoá dải Ngân Hà. Đây là một lượng thời gian khá nhỏ theo quy mô thời gian địa chất, chưa nói đến quy mô thời gian vũ trụ. Bởi có rất nhiều ngôi sao già hơn mặt trời, và bởi sự sống thông minh có thể đã tiến hoá sớm hơn ở một nơi nào đó, thì câu hỏi sẽ là tại sao thiên hà vẫn chưa bị thuộc địa hóa. Thậm chí nếu việc thuộc địa hóa là phi thực tế hay không đáng muốn với mọi nền văn minh ngoài Trái Đất, vẫn có thể thám hiểm thiên hà ở quy mô lớn; các phương tiện thám hiểm và các tàu thăm dò lý thuyết liên quan được bàn luận rất nhiều ở đây. Tuy nhiên, cho đến hiện tại vẫn không có dấu hiệu nào của sự thực dân hoá hay thám hiểm nói chung.
Cách thứ hai là: “Tại sao lại không có dấu hiệu của sự sống thông minh ở những nơi khác ngoài kia?” Phiên bản này không giả sử gì về du hành liên sao, nhưng nó bao gồm sự sống ở các thiên hà khác. Với những thiên hà xa xôi, sự thiếu hụt những cuộc thăm dò của người ngoài hành tinh có thể hiểu được là do thời gian đi lại. Tuy nhiên, ta có thể quan sát một nền văn minh đủ tiên tiến từ một khoảng cách tương đối xa trong vũ trụ quan sát được. Kể cả khi những nền văn minh như thế là hiếm, lập luận về độ lớn cho rằng chúng nên tồn tại vào một thời điểm nào đó trong lịch sử của vũ trụ, và bởi vì chúng phát hiện được từ xa qua một khoảng thời gian dài, nhiều khu vực có tiềm năng là nguồn gốc của những nền văn minh đó nằm trong tầm quan sát của chúng ta. 
Hiện không rõ phiên bản nào của nghịch lý mạnh hơn.

### Phương trình Drake
Những lý thuyết và nguyên lý của phương trình Drake có liên quan gần gũi đến nghịch lý Fermi. Tiến sĩ Frank Drake đã lập ra phương trình này vào năm 1961 nhằm tìm kiếm một cách để ước lượng các xác suất liên quan đến sự tồn tại của sự sống ngoài hành tinh sao cho có hệ thống. Phương trình được viết như sau:
{\displaystyle N=R_{*}\cdot f_{p}\cdot n_{e}\cdot f_{l}\cdot f_{i}\cdot f_{c}\cdot L}
Trong đó: 
{\displaystyle N}: số nền văn minh có công nghệ tiên tiến trong Ngân Hà.
{\displaystyle R_{*}}: tốc độ hình thành sao trong Ngân Hà.
{\displaystyle f_{p}}: tỉ lệ những ngôi sao đó có hệ thống hành tinh
{\displaystyle n_{e}}: số hành tinh mỗi hệ sao có môi trường đáp ứng được sự sống hữu cơ.
{\displaystyle f_{l}}: tỉ lệ sự sống xuất hiện trên những hành tinh thích hợp
{\displaystyle f_{i}}: tỉ lệ sự sống trên những hành tinh có sự sống đó là sự sống thông minh.
{\displaystyle f_{c}}: tỉ lệ những nền văn minh có đủ trình độ kĩ thuật để phát tín hiệu vào không gian.
{\displaystyle L}: khoảng thời gian những nền văn minh đó đã phát tín hiệu
Vấn đề cốt lõi của phương trình Drake là ta hoàn toàn không có thông tin gì về 4 đại lượng cuối ({\displaystyle f_{l}}, {\displaystyle f_{i}}, {\displaystyle f_{c}}, {\displaystyle L})
Phương trình Drake đã được sử dụng bởi nhiều nhà khoa học lạc quan cũng như bi quan, và hai bên thu được những kết quả khác nhau hoàn toàn. Trong buổi họp khoa học đầu tiên về công cuộc tìm kiếm sự sống thông minh ngoài Trái Đất (search for extraterrestial intelligence - SETI), tiến sĩ Frank Drake, tiến sĩ Carl Sagan và 8 người tham gia khác ước tính rằng có từ 1.000 đến 100.000.000 nền văn minh trong dải Ngân Hà. Trái lại, Frank Tipler và John D. Barlow đã đưa ra những con số bi quan và kết luận rằng số nền văn minh trung bình trong Ngân Hà nhỏ hơn 1 rất nhiều. Hầu như mọi luận điểm liên quan đến phương trình Drake đều vấp phải hiệu ứng tự tin thái quá, một lỗi phổ biến khi tính toán với những sự kiện xác suất thấp. 
Chính Frank Drake đã bình luận rằng phương trình Drake dường như không thể giải quyết nghịch lý Fermi; thay vào đó nó chỉ là một cách tổ chức sự dốt nát của chúng ta trong chủ đề này.

### Thuyết sàng lọc
Robin Hanson đã giới thiệu khái niệm thuyết sàng lọc vào năm 1996. Khái niệm này nói về một hiện tượng tự nhiên nào đó cản trở việc sự sống tiến hóa từ vật chất thông thường thành nền văn minh tiên tiến. Cho đến nay, hầu hết đều đồng ý rằng sự kiện phát sinh vi sinh học - một quá trình kéo dài và ngày càng phức tạp, trong đó các phân tử tự sao chép chính mình nhờ các phản ứng hóa học ngẫu nhiên - là “cái sàng” đang được nói đến. Nhiều người khác cho rằng sự kiện hình thành sinh vật nhân thực, quá trình giảm phân, hay bước nào đó trong quá trình hình thành một bộ não đủ phức tạp để thực hiện suy luận logic có thể là những cái sàng khác.
Sau khi kiểm nghiệm lịch sử sự sống trên Trái Đất, hai nhà sinh học vũ trụ Dirk Schulze-Makuch và William Bains đã đi đến kết luận: quang hợp oxy, tế bào nhân thực, sinh vật đa bào, và trí tuệ biết dùng dụng cụ đều là các sự kiện có thể xuất hiện ở bất kì hành tinh giống Trái Đất nào miễn là có đủ thời gian. Họ cho rằng phát sinh vi sinh học, sự phát triển của công nghệ hiện đại hay sự tự diệt hoặc thiếu tài nguyên có thể là Sự Sàng lọc lớn.

## Bằng chứng thực nghiệm
Bài chính: SETI và Chỉ dấu công nghệ
Nghịch lý Fermi có hai phần dựa vào thực nghiệm - có nhiều hành tinh phù hợp cho sự sống, và con người không thấy bằng chứng nào về sự sống. Luận điểm đầu tiên là một giả định vào thời của Fermi, nhưng hiện đã được củng cố bởi phát hiện rằng các ngoại hành tinh là phổ biến. Các mô hình hiện tại dự đoán có hàng tỉ thế giới trong dải Ngân Hà.
Phần thứ hai (con người không thấy bằng chứng về sự sống ngoài hành tinh) cũng là một ngành nghiên cứu đang tiếp diễn. Ngành này bao gồm cả nỗ lực tìm các chỉ dấu về sự sống và các nỗ lực tập trung cụ thể vào tìm kiếm sự sống thông minh. Các cuộc tìm kiếm này được bắt đầu từ năm 1960 và một số vẫn đang được tiến hành.

### Phát xạ điện từ

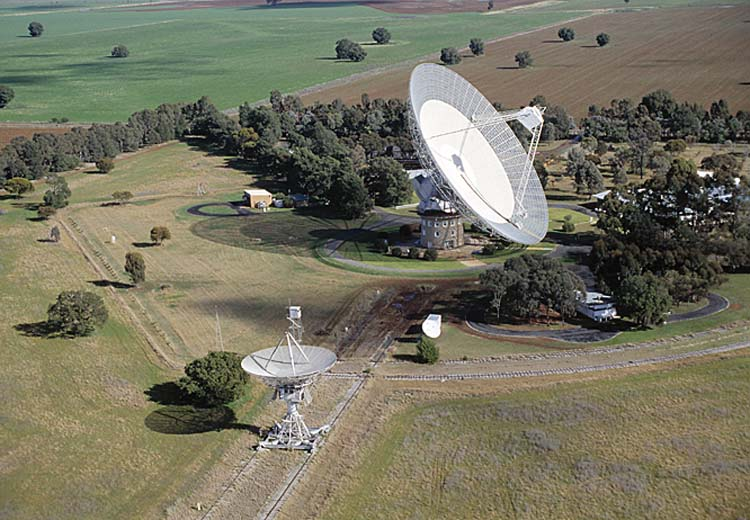
Các kính viễn vọng radio thường được các dự án SETI sử dụng

Công nghệ radio và khả năng chế tạo kính viễn vọng vô tuyến được cho là một tiến bộ tự nhiên với các giống loài công nghệ, từ đó, trên lý thuyết, tạo ra các hiệu ứng có thể được phát hiện qua các khoảng cách liên sao. Bằng cách tìm kiếm cẩn thận các nguồn phát radio không tự nhiên, có thể ta sẽ tìm được các nền văn minh ngoài hành tinh. Ví dụ, các nền văn minh ngoài hành tinh quan sát hệ Mặt Trời có thể phát hiện sóng radio mạnh bất thường so với một sao G2 do các phát sóng vô tuyến và viễn thông từ Trái Đất. Thiếu đi một nguyên nhân tự nhiên rõ ràng, họ có thể suy ra sự tồn tại của một nền văn minh trên hành tinh đất đá. Các tín hiệu như vậy có thể là sản phẩm phụ “tai nạn” của một nền văn minh, hoặc các nỗ lực giao tiếp hữu ý, chẳng hạn như thông điệp Arecibo. Hiện không rõ những “rò rỉ” có thể được một nền văn minh ngoài hành tinh phát hiện hay không.
Kính viễn vọng vô tuyến nhạy nhất trên Trái Đất, vào năm 2019, không thể phát hiện các tín hiệu radio vô hướng (như là băng thông) kể cả từ các điểm cách chỉ một phần của một năm ánh sáng, nhưng trên lý thuyết, các nền văn minh khác có thể có thiết bị tốt hơn nhiều.
Một số nhà thiên văn học và đài quan sát đã và đang thử phát hiện những bằng chứng như vậy, chủ yếu thông qua những tổ chức SETI như Viện SETI hay Breakthrough Listen. Trong vài thập kỷ phân tích của SETI, chưa có một tín hiệu radio nào sáng bất thường hay lặp lại đủ nhiều để có nghĩa.

### Quan sát hành tinh trực tiếp

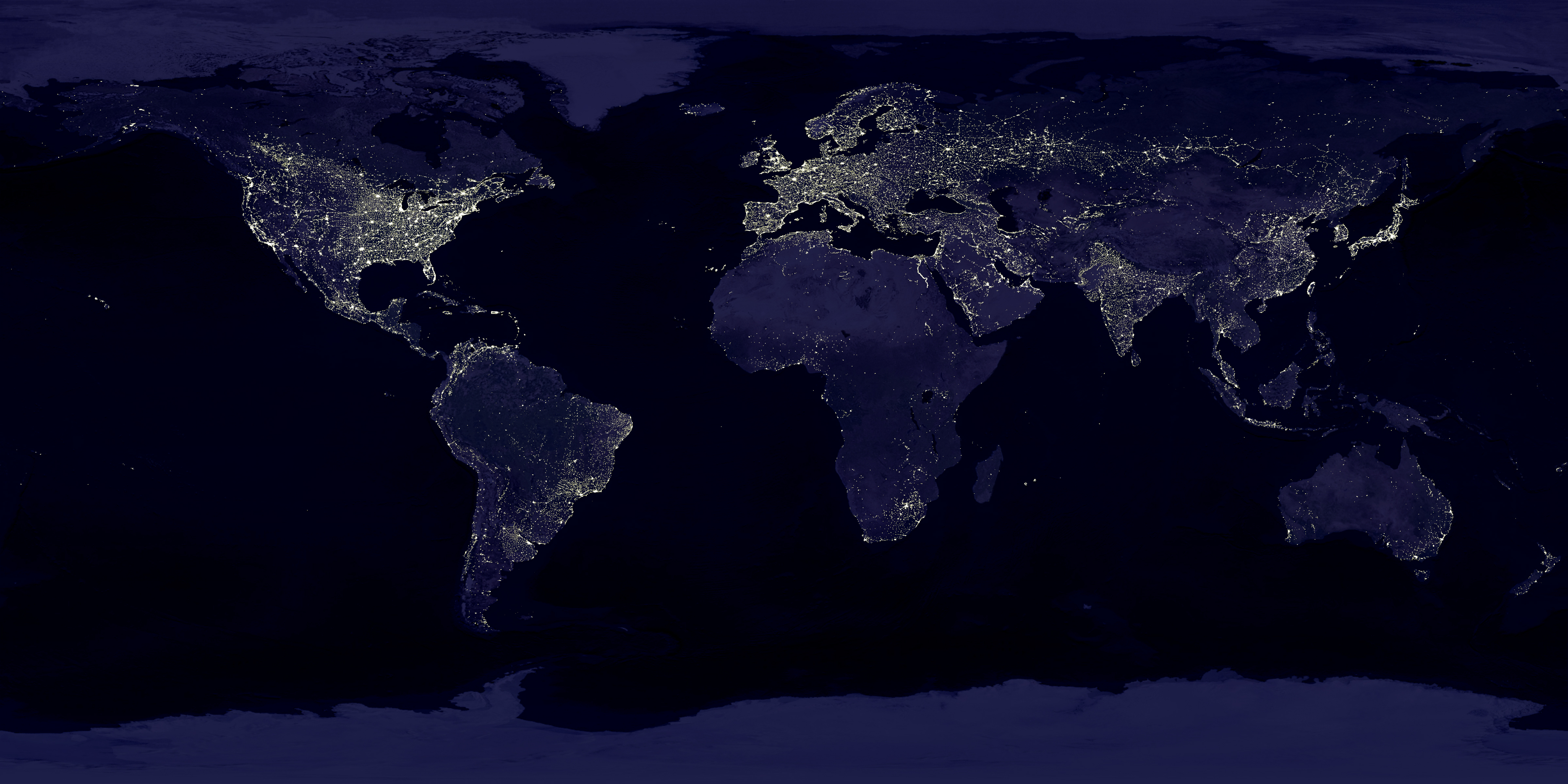
Một hình ảnh ghép của Trái Đất vào buổi đêm, được tạo ra từ dữ liệu của Chương trình Vệ tinh Khí tượng học Quốc phòng (DMSP) Operational Linescan System (OLS). Nền văn minh nhân loại có thể được khám phá từ vũ trụ.

Việc tìm kiếm và xếp hạng các hành tinh ngoài hệ mặt trời đã được tính đến trong những cải tiến gần đây trong việc chế tạo thiết bị và phân tích của thiên văn học. Tuy đây là một lĩnh vực mới của thiên văn học – tài liệu xuất bản đầu tiên tuyên bố đã phát hiện một hành tinh ngoài Hệ Mặt Trời xuất hiện năm 1989 — có lẽ các hành tinh dường như thích hợp cho sự sống phát triển sẽ được tìm thấy trong tương lai gần.
Bằng chứng trực tiếp về sự tồn tại của sự sống có thể cuối cùng sẽ được quan sát, như việc phát hiện các khí mang dấu hiệu sinh học (như methane và oxy) — hay thập chí cả việc ô nhiễm không khí công nghiệp của một nền văn minh có kỹ thuật tiên tiến – trong một khí quyển của một hành tinh ngoài hệ mặt trời bằng cách phương tiện phân tích quang phổ. Với những cải tiến trong khả năng quan sát của chúng ta, cuối cùng thậm chí có thể tìm kiếm trực tiếp bằng chứng như thứ mà con người tạo ra (xem bên phải).
Tuy nhiên, các hành tinh ngoài hệ mặt trời hiếm khi được quan sát trực tiếp (tuyên bố đầu tiên về việc đã thực hiện được hành vi như vậy diễn ra năm 2004); đúng hơn, sự tồn tại của chúng thường được suy luận từ những hiệu ứng chúng tạo ra trên một hay các ngôi sao mà chúng quay quanh. Điều này có nghĩa là thường chỉ khối lượng và quỹ đạo của một hành tinh ngoài Trái Đất là có thể được suy luận. Thông tin này, cùng với xếp hạng sao của mặt trời của nó, và thành phần dự đoán của nó (thường dựa trên khối lượng của hành tinh, và khoảng cách tới mặt trời của nó), chỉ cho phép ước tính sơ về môi trường hành tinh.
Trước năm 2009, các biện phán tìm kiếm hành tinh ngoài hệ mặt trời dường như không tìm kiếm các thế giới có sự sống kiểu Trái Đất. Các biện pháp như vi thấu kính hấp dẫn có thể phát hiện sự hiện diện của những thế giới "nhỏ", có thể thậm chí còn nhỏ hơn Trái Đất, nhưng chỉ có thể phát hiện những thế giới như vậy trong những khoảng thời gian rất ngắn, và việc tiếp tục là không thể. Các biện pháp khác như tốc độ xuyên tâm, thuật đo sao, và biện pháp đi qua cho phép những quan sát dài hơn về những hiệu ứng hành tinh ngoài Trái Đất, nhưng chỉ thực hiện được với các thế giới lớn hơn nhiều lần khối lượng của Trái Đất, ít nhất khi được thực hiện khi nhìn xuyên qua khí quyển. Những biện pháp này dường như không phải là cách che giấu sự sống kiểu Trái Đất. Tuy nhiên, việc tìm kiếm hành tinh ngoài hệ mặt trời và xếp hạng chúng là một lĩnh vực nhỏ rất sôi động của thiên văn học, với 241 hành tinh như vậy đã được phát hiện trong giai đoạn 1988 và 2007, và hành tinh kiểu Trái Đất đầu tiên đã được phát hiện trong vùng ở được của một ngôi sao được tìm thấy năm 2007. Những cải tiến trong các biện pháp tìm kiếm hành tinh ngoài hệ mặt trời, và việc sử dụng những biện pháp sẵn có từ vũ trụ, (như Phi vụ Kepler, phóng đi năm 2009) được chờ đợi sẽ tìm kiếm và mô tả các hành tinh cỡ Trái Đất, và xác định xem chúng có nằm trong những vùng ở được của các ngôi sao của chúng hay không. Những cải tiến quan sát đó có thể cho phép chúng ta tính toán tốt hơn về mức độ tiềm năng của các thế giới có thể ở được, và vì thế cho phép chúng ta có một ý tưởng chính xác hơn về sự phổ biến của sự sống trong vũ trụ; điều này sẽ có tác động lớn tới những sự quan tâm phía sau chính nghịch lý Fermi.

### Những đồ tạo tác của người ngoài Trái Đất

#### Các tàu thám sát, thuộc địa và các đồ tạo tác khác
Như đã được lưu ý, với kích thước và tuổi đã biết của vũ trụ, và sự phân bố khá nhanh của sự sống có thể diễn ra, bằng chứng về những nỗ lực thực dân hoá của người ngoài hành tinh có thể được phát hiện. Tương tự, bằng chứng về việc thám hiểm không chứa sự sống thông minh ngoài Trái Đất, như các tàu vũ trụ và các thiết bị thu thập thông tin, có thể chờ đợi sự khám phá.
Một số kỹ thuật thám hiểm lý thuyết như tàu thám sát Von Neumann có thể thám hiểm tường tận một thiên hà có kích thước như Ngân hà chỉ trong nửa triệu năm, với một khoản đầu tư khá nhỏ về vật liệu và năng lượng so với các kết quả thu được. Nếu thậm chí một nền văn minh duy nhất trong Ngân hà nỗ lực thực hiện điều này, những tàu thám sát như vậy cho thể đi qua toàn bộ thiên hà. Bằng chứng về những tàu thám sát như thế có thể được tìm thấy trong hệ mặt trời – có lẽ trong vành đai tiểu hành tinh nơi các vật liệu có thể có nhiều và dễ dàng tiếp cận.
Một khả năng cho việc tiếp xúc với tàu thám sát ngoài hành tinh—một tàu như vậy có thể đang tìm cách tìm kiếm con người—là một tàu thám sát Bracewell của người ngoài hành tinh. Một bằng chứng như vậy có thể là một tàu thám sát vũ trụ tự động có mục đích tìm kiếm và liên lạc với những nền văn minh khác (đối lập với các tàu thám sát Von Neumann, thường được miêu tả là chỉ có mục đích khám phá). Chúng được đề xuất như một giải pháp thay thế để thực hiện một cuộc đối thoại chậm tốc độ ánh sáng giữa những người hàng xóm cách rất xa nhau. Tốt hơn là giả định với sự trễ dài mà một cuộc đối thoại radio có thể phải chịu, một tàu thám sát với một đồ tạo tác thông minh sẽ tìm kiếm nền văn minh khác để thực hiện những cuộc giao tiếp gần với nền văn minh được khám phá. Những kết quả của một tàu thám sát như vậy có thể vẫn được truyền tiếp về nền văn minh của nó với tốc độ ánh sáng, nhưng một cuộc đối thoại thu thập thông tin có thể được thực hiện trong thời gian thực.
Từ thập niên 1950 việc thám hiểm trực tiếp đã được tiến hành trên những phần nhỏ của hệ mặt trời và chưa từng có bằng chứng cho thấy nó từng được viếng thăm bởi những kẻ thực dân ngoài Trái Đất, hay tàu vũ trụ. Các cuộc thám hiểm chi tiết các vùng của hệ mặt trời nơi các dồi dào các nguồn tài nguyên—như các tiểu hành tinh, vành đai Kuiper, mây Oort và nhiều hệ thống vành đai hành tinh—có thể đưa ra bằng chứng về việc thám hiểm ngoài hành tinh, dù những vùng đó rất rộng lớn và khó khám phá. Đã có những nỗ lực đầu tiên theo hướng này dưới hình thức các dự án SETA và SETV để tìm kiếm những đồ tạo tác của những hành tinh ngoài hệ mặt trời hay bằng chứng khác về sự viếng thăm của sự sống ngoài hành tinh trong hệ mặt trời. Cũng đã có những nỗ lực gửi tín hiệu, thu hút, hay chế tạo các tàu thám sát Bracewell trong vùng lân cận Trái Đất, gồm cả những nỗ lực của các nhà khoa học Robert Freitas và Francisco Valdes. Nhiều dự án trong lĩnh vực này được các nhà thiên văn học coi là khoa học "rìa" và không một dự án nào từng xác định được bất kỳ đồ tạo tác nào.
Nếu những đồ tạo tác của người ngoài hành tinh được khám phá, thậm chí ở ngay trên Trái Đất, có thể chúng không được công nhận như vậy. Các sản phẩm của người ngoài hành tinh và kỹ thuật tiên tiến của người ngoài hành tinh có thể không thể được cảm giác hay ghi nhận là những sản phẩm tạo tác ngoài hành tinh. Các thiết bị thám hiểm dưới hình thức các hình thức sự sống sinh học được tạo ra thông qua sinh học nhân tạo có thể bị tan rã sau một thời điểm, không để lại bằng chứng; một hệ thống thu thập thông tin của người ngoài hành tinh dựa trên kỹ thuật nano phân tử có thể đang ở quanh chúng ta ở thời điểm này, và hoàn toàn không bị khám phá. Định luật thứ ba của Clarke cho rằng một nền văn minh ngoài Trái Đất có kỹ thuật phát triển cao hơn có thể có các phương tiện khám phá mà con người chưa thể nhận thức được.

#### Giả thuyết về các tàu thăm dò liên sao
Thông tin thêm: Giả thuyết Hart-Tipler, Tàu thăm dò Von Neumann, Tàu thăm dò Bracewell
Giả thuyết Hart-Tipler, một dạng mệnh đề phản đảo, nói rằng bởi vì không có tàu liên sao nào từng được phát hiện, khả năng cao là sẽ không có sự sống thông minh nào khác trong vũ trụ, vì những sự sống như vậy được cho là sớm muộn sẽ tạo ra và phóng các tàu như vậy. Các tàu thăm dò tự nhân bản có thể khám phá toàn bộ một thiên hà cỡ Dải Ngân Hà chỉ trong khoảng một triệu năm. Chỉ cần một nền văn minh thuộc Dải Ngân Hà thử điều này, những tàu thăm dò như vậy có thể tỏa ra toàn bộ cả dải ngân hà.
Một phỏng đoán khác về viễn cảnh tiếp xúc với tàu thăm dò ngoài hành tinh, loại cố gắng tìm loài người, là một tàu thăm dò Bracewell ngoài hành tinh.
Thiết bị lý thuyết kể trên là một tàu không gian tự hành với mục đích tìm kiếm và liên lạc với các nền văn minh ngoài hành tinh (khác với tàu Von Neumann thường được coi chỉ có nhiệm vụ thám hiểm thuần túy)
Đây là một đề xuất thay thế cho các cuộc hội thoại chậm chạp với tốc độ ánh sáng giữa các nền văn minh láng giềng cực kỳ xa nhau. Thay vì chấp nhận thời gian chờ dài của những cuộc đàm thoại qua radio, một tàu vũ trụ chứa một trí tuệ nhân tạo sẽ tìm đến một nền văn minh ngoài hành tinh để liên lạc tầm gần với nền văn minh nó phát hiện. Tuy các phát hiện của tàu vẫn phải được truyền về nền văn minh gốc bằng tốc độ ánh sáng, khi này cuộc hội thoại thu thập thông tin sẽ diễn ra trong thời gian thực.
Việc khám phá trực tiếp hệ Mặt Trời chưa phát hiện bằng chứng nào về người ngoài hành tinh hay tàu thăm dò của họ ghé thăm. Những cuộc thám hiểm chi tiết vào các khu vực giàu tài nguyên trong hệ Mặt trời có thể cung cấp bằng chứng về sự thám hiểm của người ngoài hành tinh, dù toàn bộ hệ vẫn rộng và khó điều tra.
Các nỗ lực gửi tín hiệu, thu hút, hay kích hoạt các tàu thăm dò Bracewell gần Trái Đất hiện chưa thành công.

#### Tìm kiếm các tạo tác quy mô sao

Một biến thể của quả cầu Dyson suy đoán. Những đồ tạo tác có tầm mức lớn như vậy có thể thay đổi hoàn toàn quang phổ của một ngôi sao.

Năm 1959, tiến sĩ Freeman Dyson đưa ra quan sát rằng mọi nền văn minh con người đang phát triển đều liên tục tăng mức tiêu thụ năng lượng, và ông nêu giả thuyết rằng một nền văn minh có thể cố gắng khai thác một phần lớn năng lượng sản sinh từ một ngôi sao. Ông đề xuất phương pháp làm điều đó là một “Khối cầu Dyson” lý thuyết: một lớp vỏ hoặc đám mây thiết bị thu thập bao quanh một ngôi sao để hấp thụ và tận dụng năng lượng bức xạ nhiều nhất có thể. Thành tựu kỹ thuật thiên văn với tầm cỡ như vậy sẽ thay đổi đáng kể quang phổ quan sát được của ngôi sao liên quan, biến nó từ vạch quang phổ bình thường của một bầu khí quyển sao tự nhiên thành vạch của bức xạ vật đen, có thể kèm bức xạ hồng ngoại đạt đỉnh. Dyson suy đoán rằng ta có thể phát hiện các nền văn minh tân tiến bằng cách phân tích quang phổ của các ngôi sao và tìm kiếm những quang phổ bị biến đổi như vậy. 
Đã có vài nỗ lực tìm kiếm bằng chứng về những khối cầu Dyson làm biến đổi quang phổ của ngôi sao lõi. Các quan sát trực tiếp hàng nghìn thiên hà chưa cho ta bằng chứng nào về những cấu trúc hoặc thay đổi nhân tạo. Vào tháng 10 năm 2015, có phỏng đoán cho rằng sự kiện một phần sao KIC 8462852 mờ ánh sáng mà kính viễn vọng không gian Kepler phát hiện có thể do xây dựng khối cầu Dyson gây nên. Tuy nhiên, vào năm 2018, dữ liệu từ quan sát cho thấy lượng ánh sáng mờ đi biến đổi phụ thuộc vào tần số ánh sáng, chứng tỏ rằng nguyên nhân gây ra vệt mờ là do bụi thay vì một vật tối như một khối cầu Dyson.

## Những lý giải giả thuyết
Một số nhà lý thuyết chấp nhận rằng sự vắng mặt rõ ràng của bằng chứng cho thấy sự vắng mặt của sự sống ngoài Trái Đất và nỗ lực tìm cách giải thích tại sao. Những cơ cấu đề xuất có khả năng khác trong đó sự im lặng có thể được giải thích mà không bỏ đi khả năng về sự sống như vậy, gồm những giả định về cách xử sự và kỹ thuật của sự sống ngoài Trái Đất. Mỗi cách giải thích lý thuyết đó đều là một lý do cho việc giảm giá trị của một hay nhiều số hạng trong phương trình Drake. Nói chung, những cách giải thích không loại trừ lẫn nhau. Ví dụ, nó có thể là cả sự sống là hiếm và những nền văn minh có kỹ thuật tiên tiến thường có xu hướng tự huỷ diệt, hay nhiều sự tổng hợp của những cách giải thích dưới đây.

### Không có sự tồn tại hiện tại của nền văn minh khác
Một cách giải thích là nền văn minh nhân loại là độc nhất trong thiên hà. Nhiều lý thuyết theo hướng này đã được đề xuất, giải thích tại sao sự sống thông minh có thể làm hoặc rất hiếm hay tồn tại rất ngắn. Những giả định của những giả thiết này được gọi là Sàng lọc lớn.

#### Sự sống ngoài Trái Đất không tồn tại
Một vài người cho rằng sự sống ngoài Trái Đất là (gần như) bất khả thi do những điều kiện cần thiết để sự sống tiến hóa - hay ít nhất là sự tiến hóa của độ phức tạp sinh học - rất hiếm, thậm chí không xuất hiện ở đâu ngoài Trái Đất. Lời giải thích này, được gọi là “Giả thuyết Trái Đất hiếm”, coi sự tồn tại của sinh vật đa bào là cực kì bất bình thường.
Giả thuyết Trái Đất hiếm cho rằng để độ phức tạp sinh học tiến hóa được, cần rất nhiều điều kiện thuận lợi, chẳng hạn như một vùng ở được trong thiên hà, một ngôi sao và (những) hành tinh với nhiều điều kiện cần thiết, chẳng hạn như một vùng ở được liên tục quanh sao, một hành tinh khổng lồ hộ vệ như Sao Mộc, một vệ tinh tự nhiên đủ lớn, những điều kiện cần để đảm bảo hành tinh có từ quyển và kiến tạo mảng, thành phần hóa học của thạch quyển, khí quyển, và đại dương, và vai trò của những nhân tố thúc đẩy tiến hóa chẳng hạn như các thời kỳ băng hà kéo dài hay sự va chạm của thiên thạch. Có lẽ, quan trọng nhất, sự sống phức tạp cần nhân tố nào đó thúc đẩy sự chuyển biển từ sinh vật nhân sơ sang sinh vật nhân thực, sinh sản hữu tính và sự bùng nổ kỉ Cambri.
Trong cuốn sách “Wonderful Life” (1989), Stephen Jay Gould cho rằng nếu ai đó tua lại “cuốn băng sự sống” về lúc diễn ra sự bùng nổ kỉ Cambri, rồi tiến hành một vài chỉnh sửa, thì loài người khả năng cao sẽ chưa từng tồn tại. Những nhà tư tưởng khác như Fontana, Buss, và Kauffman đã viết về tính tự tổ chức của sự sống.

#### Sự sống thông minh ngoài Trái Đất hiếm hoặc không tồn tại
Có thể kể cả khi sự sống phức tạp phổ biến hơn ta nghĩ, sự sống thông minh (các nền văn minh) thì không. Dù có những kĩ thuật có khả năng nhận diện các hành tinh có sự sống từ xa, không có kĩ thuật nào phân biệt được liệu sự sống đó có thông minh hay không. 
Charles Lineweaver phát biểu rằng khi xét đến bất kì đặc điểm cực đoan nào của một loài động vật, trạng thái trung gian không nhất thiết dẫn đến những kết quả “tất định”. Bộ não lớn không “tất định”, hay hội tụ, hơn mũi dài của loài lợn đất hay voi. Con người, tinh tinh, cá voi, cá heo, bạch tuộc, và mực là một vài trong số một nhóm nhỏ các loài có thể có trí tuệ trên Trái Đất. Như Charles đã chỉ ra, “Loài cá heo đã có khoảng 20 triệu năm để xây dựng một kính thiên văn radio và đã không làm vậy”
Hơn nữa, Rebecca Boyle chỉ ra rằng trong số tất cả các loài từng sinh sống và tiến hóa trong lịch sử Trái Đất, chỉ có một giống loài - loài người, và chỉ trong giai đoạn đầu - từng thám hiểm không gian.

#### Những hiện tượng tự nhiên gây ra sự tuyệt chùng theo chu kỳ
Xem thêm: Rủi ro thảm họa toàn cầu
Những sự sống mới chớm nở có thể bị tuyệt chủng do sự thoát nhiệt trên hành tinh của chúng. Nhiều sự kiện tuyệt chủng quét sạch phần lớn sự sống phức tạp đã từng xảy ra trên Trái Đất. Sự kiện tuyệt chủng Phấn Trắng - Cổ Cận là một trong những ví dụ nổi tiếng nhất. Người ta cho rằng những hiện tượng tự nhiên như thiên thạch lớn va chạm, phun trào núi lửa lớn, hay những sự kiện thiên văn như vụ nổ tia gamma đã gây ra những vụ đại tuyệt chủng này

#### Con người được tạo ra một mình
Suy đoán tôn giáo và triết học về sự sống ngoài Trái Đất khiến việc tìm hiểu vấn đề của khoa học hiện đại với chủ đề này đã xuất hiện từ lâu. Một số nhà tư tưởng tôn giáo, gồm cả nhà bình luận duy lý người Do Thái Rabbi Hasdai Crescas (khoảng 1340–1410/1411) và nhà triết học Thiên chúa giáo Nicholas de Cusa (1401–1464), xác định khả năng của sự sống thông minh ngoài Trái Đất như vậy. Mặt khác, ít nhất một số chiều hướng bên trong nhiều truyền thống tôn giáo phương Tây ủng hộ sự duy nhất của loài người trong kế hoạch kế hoạch thần thành và sẽ chỉ bảo chống lại niềm tin ở sự sống thông minh trên các thế giới khác.
Các lý do tôn giáo cho việc nghi ngờ sự tồn tại của sự sống thông minh ngoài Trái Đất giống với một số hình thức của Lý thuyết Trái Đất hiếm. Cuộc tranh cãi ở đây có thể là một hình thức mục đích luận của nguyên tắc loài người mạnh: vũ trụ được thiết kế cho mục đích tạo ra loài người (và chỉ loài người) thông minh.

### Lý giải dưới góc độ tiến hóa

#### Các loài thông minh ngoài hành tinh chưa phát triển công nghệ tân tiến
Có khả năng các loài thông minh ngoài Trái Đất tồn tại, nhưng chúng còn nguyên thủy hoặc chưa đạt đến trình độ công nghệ đủ để liên lạc. Những nền văn minh của chúng và của sự sống không thông minh sẽ rất khó phát hiện. Một hành trình bằng tên lửa thông thường sẽ kéo dài hàng trăm nghìn năm để đến những ngôi sao gần nhất
Với những người hoài nghi, việc trong lịch sử sự sống trên Trái Đất chỉ có một loài phát triển một nền văn minh đạt đến trình độ có thể du hành không gian và dùng công nghệ radio phần nào củng cố ý tưởng rằng các nền văn minh có công nghệ tân tiến là khá hiếm trong vũ trụ.
Một giả thuyết khác thuộc loại này là “Giả thuyết thế giới nước”. Theo tác giả và nhà khoa học David Brin: “hóa ra Trái Đất lướt trên đúng mép trong của vùng ở được liên tục quanh mặt trời, hay vùng Goldilocks. Và Trái Đất có thể là trường hợp dị thường. Có thể vì ta gần mặt trời đến mức bầu khí quyển có giàu oxi đến dị thường, và chúng ta sống trong một thế giới nước ít đại dương đến dị thường. Nói cách khác, có thể tỉ lệ diện tích lục địa trên bề mặt bằng 32% của Trái Đất là cao so với các thế giới nước khác…”. Brin tiếp tục, “Khi đó sự tiến hóa của những loài giống ta, với tay và lửa và các thứ kiểu vậy, có thể là điều hiếm có trong thiên hà. Trong trường hợp đó, khi ta xây tàu du hành sao và tiến ra ngoài kia, có lẽ ta sẽ tìm thấy rất rất nhiều thế giới có sự sống, nhưng thảy đều giống Polynesia. Ta sẽ thấy rất rất nhiều sự sống thông minh ngoài kia, nhưng chúng toàn cá heo, cá voi, mực, các loài không thể tự chế tạo tàu du hành sao. Quả là một vũ trụ hoàn hảo cho ta, vì chẳng ai sai bảo được ta, ta sẽ được làm những nhà du hành, kiểu người trong Star Trek, những thợ xây tàu du hành sao, cảnh sát, vân vân.”

#### Bản chất của sự sống thông minh là tự huỷ diệt
Những người ủng hộ luận điểm này cho rằng những nền văn minh tân tiến về mặt kĩ thuật thường xuyên hoặc luôn luôn tự hủy diệt chính nó trước khi hoặc ngay sau khi phát triển công nghệ radio hoặc công nghệ du hành vũ trụ. Nhà vật lý thiên văn Sebastian von Hoerner phát biểu rằng có hai nhân tố thúc đẩy sự phát triển khoa học và công nghệ trên Trái Đất: sự tranh giành quyền thống trị và mong muốn một cuộc sống dễ dàng. Nhân tố đầu tiên có thể dẫn tới sự hủy diệt hoàn toàn, còn nhân tố thứ hai có thể dẫn tới sự sa sút về thể chất và tinh thần. Có nhiều cách ta có thể tự hủy thông qua những vấn đề toàn cầu quan trọng, chẳng hạn như chiến tranh, sự nhiễm độc hay những tổn hại môi trường, sự phát triển của công nghệ sinh học, sự sống nhân tạo, sự cạn kiệt tài nguyên, biến đổi khí hậu, hay trí tuệ nhân tạo bị thiết kế lệch lạc. Nhiều tác phẩm khoa học viễn tưởng và giả thuyết khoa học đã khai thác chủ đề chung này.
Năm 1966, Sagan và Shklovskii phỏng đoán rằng các nền văn minh công nghệ hoặc sẽ có xu hướng tự hủy nội trong một thế kỷ phát triển khả năng liên lạc liên sao, hoặc làm chủ được thiên hướng tự hủy của mình và sống sót trong khoảng thời gian tính bằng hàng tỉ năm. Ta có thể xem xét sự tự diệt qua góc nhìn nhiệt động lực học: nếu sự sống là một hệ thống có trật tự với khả năng tự duy trì chống lại xu hướng tiến về sự hỗn loạn, “sự “truyền dẫn ra ngoài” của Stephen Hawking hay chính là giai đoạn liên lạc liên sao, khi mà tạo ra và quản lý tri thức quan trọng hơn truyền lại thông tin qua tiến hóa, có thể là thời điểm hệ thống trở nên bất ổn và tự hủy diệt. Ở đây, Hawking nhấn mạnh việc con người tự thiết kế bộ gen (chủ nghĩa siêu nhân) hoặc sự cường hóa bằng máy móc (vd, giao diện não-máy tính) nhằm tăng trí tuệ con người và giảm sự hung hãn. Ông lý luận là nếu thiếu những điều này, nền văn minh con người có thể sẽ quá ngu ngốc để sinh tồn trong một hệ thống ngày càng bất ổn. Chẳng hạn, sự phát triển công nghệ trong giai đoạn “chuyển giao bên ngoài” (sự chuyển giao tri thức thông qua những phương tiện “bên ngoài” như sách hay các phương tiện lưu trữ dài hạn khác, đối lập với “chuyển giao bên trong” là sự chuyển giao thông tin qua mã gen từ đời cha mẹ xuống đời con), chẳng hạn như sự vũ khí hóa trí tuệ nhân tạo hay phản vật chất, có thể không đi kèm với sự phát triển trong khả năng tự kiểm soát những phát minh của con người. Từ đó, sự hỗn loạn sẽ gia tăng trong hệ thống: chính phủ toàn cầu sẽ càng ngày càng bất ổn, khiến cho khả năng con người tự quản lý những cách thức tự hủy càng ngày càng suy giảm, dẫn tới sự sụp đổ xã hội toàn cầu. 
Dựa vào mô hình là những nền văn minh đã tuyệt chủng như nền văn minh trên đảo Phục Sinh, một nghiên cứu được thực hiện vào 2018 bởi Adam Frank và đồng nghiệp cho rằng những biến đổi khí hậu gây ra bởi các nền văn minh “tiêu thụ nhiều năng lượng” có thể cản trở sự tự duy trì của những nền văn minh ấy, và từ đó ta có thể giải thích sự thiếu hụt bằng chứng về sự sống thông minh ngoài không gian. Theo mô hình của ông, biến đổi khí hậu có thể dẫn đến sự giảm sút dân số dần dần cho tới khi đạt đến sự cân bằng hoặc sự sụp đổ xã hội hoàn toàn, bao gồm những viễn cảnh trong đó nền văn minh vượt quá một điểm tới hạn trong hệ thống khí hậu.
Một ví dụ thực tiễn hơn có thể kể đến là vấn đề cạn kiệt tài nguyên trên các đảo Polynesia, trong đó ta biết rõ nhất về đảo Phục Sinh. David Brin chỉ ra rằng trong giai đoạn mở mang bờ cõi từ năm 1500 TCN tới năm 800, có những giai đoạn tuần hoàn bắt đầu bằng sự quá tải dân số, kéo theo đó là sự chọn lọc đàn ông trưởng thành thông qua chiến tranh hoặc nghi thức. Ông viết “Có nhiều câu chuyện về những hòn đảo mà trên đó đàn ông gần như bị quét sạch hoàn toàn - đôi lúc do xung đột nội bộ, và đôi lúc do đàn ông từ những hòn đảo khác”.

#### Bản chất của sự sống thông minh là huỷ diệt sự sống khác
Một giả thuyết khác cho rằng một giống loài thông minh sau một ngưỡng tiềm lực công nghệ sẽ đi tiêu diệt các loài thông minh một khi chúng xuất hiện, có thể bằng những tàu thăm dò tự nhân bản. Tác giả khoa học viễn tưởng Fred Saberhagen đào sâu vào ý tưởng này trong loạt tác phẩm Berserker, giống như nhà vật lý Gregory Benford, và tác giả khoa học viễn tưởng Greg Bear với tiểu thuyết The Forge of God, và về sau là Lưu Từ Hân với bộ truyện Tam thể.
Một loài có thể thực hiện hành động tìm diệt này vì động lực mở rộng, lòng tham, sự hoang tưởng, hay sự hung hãn. Năm 1981, nhà vũ trụ học Edward Harrison lý luận rằng hành vi như vậy thể hiện sự dè dặt: một giống loài thông minh đã tự vượt qua thiên hướng tự hủy có thể coi các loài khác với quyết tâm mở rộng khắp thiên hà là mối đe dọa. Người ta cũng gợi ý rằng một loài ngoài hành tinh thành công sẽ là một siêu thiên địch, giống con người. Một khả năng khác viện dẫn “bi kịch mảnh đất công” và nguyên lý vị nhân: dạng sống đầu tiên có thể du hành liên sao chắc chắn sẽ (có thể không cố tình) ngăn cản các thế lực cạnh tranh trỗi dậy, và con người đơn giản là loài đầu tiên.

#### Sự sống ngoài hành tinh có thể quá khó hiểu
Một khả năng khác là những nhà lý thuyết (con người) đã đánh giá thấp sự khác biệt giữa sự sống ở ngoài hành tinh và trên Trái Đất. Có thể tâm lý người ngoài hành tinh là không muốn nỗ lực liên lạc với loài người. Có lẽ toán học của loài người chỉ được áp dụng trên Trái Đất chứ không ở đâu khác, dù một vài người cho rằng điều này chỉ đúng với toán học trừu tượng vì phần toán học gắn liền với vật lý phải giống nhau (về kết quả, nếu không giống về phương pháp).
Sự khác biệt về thể chất cũng có thể cản trở liên lạc. Carl Sagan suy đoán rằng một giống loài ngoài hành tinh có thể suy nghĩ với tốc độ nhanh (hoặc chậm) gấp nhiều lần chúng ta. Do đó, những tin nhắn của giống loài này có thể không khác gì tiếng ồn vô nghĩa với chúng ta, và chúng ta không phát hiện ra chúng.
Một ý tưởng khác là những nền văn minh có công nghệ tiên tiến luôn trải qua một điểm kì dị công nghệ và đạt được nhân cách hậu sinh học. Những nền văn minh như thế quá tân tiến, khiến việc liên lạc là bất khả thi.
Paul Davies phát biểu rằng vào 500 năm trước, bản thân ý tưởng về một cỗ máy tính làm việc đơn thuần bằng cách thao túng dữ liệu bên trong còn không được coi là công nghệ. Ông viết “Liệu có tồn tại mức độ nào còn cao hơn không [...] Nếu thế, công nghệ “mức độ thứ ba” này sẽ không tưởng tượng được bằng những quan sát ở mức độ thông tin, huống chi là mức độ vật chất. Không từ vựng nào có thể miêu tả mức độ thứ ba, nhưng điều đó không có nghĩa là nó không tồn tại, và ta cần phải công nhận khả năng rằng công nghệ ngoài hành tinh hoạt động ở mức độ thứ ba, hay thậm chí là mức độ thứ tư, năm [...]”
Arthur C. Clarke đưa ra giả thuyết rằng “công nghệ của chúng ta có khi còn nguyên thủy đến nực cười, ta có lẽ không khác gì những tên man di mọi rợ trong rừng tìm kiếm âm thanh của tiếng trống, trong khi số từ mà vòm trời xung quanh lũ man di mọi rợ nói mỗi giây còn nhiều hơn số từ lũ người ấy nói được trong cả cuộc đời chúng.”

### Không thể liên lạc vì các lý do kỹ thuật

##### Các nền văn minh chỉ phát các tín hiệu radio có thể thám sát trong một khoảng thời gian ngắn
Có thể các nền văn minh ngoài hành tinh chỉ phát hiện được qua phát sóng radio trong một khoảng thời gian ngắn, giảm khả năng ta thấy được họ. Người ta thường giả định rằng các nền văn minh vượt khỏi sóng radio bằng tiến bộ công nghệ. Thế nhưng có thể có các nguồn rò rỉ khác như sóng vi ba truyền năng lượng từ vệ tinh mặt trời xuống đích dưới đất.
Một lý giải giả thuyết hơn là các nền văn minh ngoài hành tinh tân tiến có thể tiến hóa vượt quá việc phát sóng trong phổ điện từ và liên lạc bằng những công nghệ con người chưa phát triển hay sử dụng. Vài nhà khoa học đưa ra giả thuyết rằng các nền văn minh tân tiến có thể gửi tín hiệu neutrino. Nếu những tín hiệu này có tồn tại, chúng có thể được phát hiện bằng các máy phát hiện neutrino đang được xây dựng cho các mục đích khác.

##### Họ dường như đang trải qua một điểm kỳ dị kỹ thuật
Một khả năng khác là các nền văn minh kỹ thuật không tránh khỏi rơi vào một điểm kỳ dị kỹ thuật và đạt tới một giai đoạn Hậu nhân loại (hay hậu người ngoài hành tinh. Các nền văn minh lý thuyết dạng này có thể đã thay đổi quá nhiều khiến việc thực hiện liên lạc là không thể. Ví dụ, những dạng thông minh của một nền văn minh hậu kỳ dị có thể cần nhiều sự trao đổi thông tin hơn khả năng có thể thông qua liên lạc liên sao. Hay có lẽ bất kỳ loài thông tin nào nhân loại có thể cung cấp dường như mới chỉ ở dạng sơ khai, và vì thế họ không tìm cách liên lạc, không khác kiểu loài người không nỗ lực nói chuyện với loài kiến.
Những hình thức thậm chí còn cực đoan hơn của hậu kì dị đã được đề xuất, đặc biệt trong khoa học viễn tưởng: các loài tự tước đoạt hình thức vật chất của mình, tạo ra các môi trường nhân tạo ảo rất lớn, đưa mình vào những môi trường đó thông qua việc truyền tri giác, và tồn tại hoàn toàn bên trong các môi trường ảo, bỏ qua vũ trụ vật lý bên ngoài. Đáng ngạc nhiên những cuộc bàn luận đầu tiên, như truyện ngắn Mimsy were the Borogoves (1943) của Lewis Padgett, nói về một cuộc di cư của những sinh vật tiên tiến ra ngoài vũ trụ vật lý đã biết hiện tại vào một vũ trụ khác biệt và dễ chịu hơn.
Một phiên bản của kiểu này, đưa ra những dự đoán cho các tìm kiếm tương lai của SETI về sự vượt hơn "hóa thạch" và gồm một số biến đổi của lý thuyết Vườn thú bên dưới, đã được đề xuất bởi một học giả kỳ lạ John Smart.

### Lý giải dưới góc độ xã hội

#### Thuộc địa hóa không phải lẽ thường trong vũ trụ
Đáp lại ý niệm về tàu thăm dò tự nhân bản của Tipler, Stephen Jay Gould viết “Tôi phải thú nhận là tôi không biết phản ứng ra sao với lập luận như vậy. Đoán kế hoạch và phản ứng của những người thân thiết nhất với tôi đã đủ rắc rối rồi. Tôi thường hay ngỡ ngàng trước suy nghĩ và thành tựu của những người từ nền văn hóa khác. Tôi sẽ đi đầu xuống đất nếu mình khẳng định được chắc chắn liệu một trí tuệ bắt nguồn ngoài Trái Đất có thể làm gì.” 

#### Người ngoài hành tinh mới định cư ở một phần của thiên hà
Một bài báo viết vào tháng 2 năm 2019 trên tờ Popular Science viết, “Việc càn quét Dải Ngân Hà và thiết lập một đế chế thiên hà thống nhất có thể là tất yếu để đạt đến một siêu nền văn minh đại đoàn kết, nhưng hầu hết các nền văn hóa đều không “siêu phàm” và cũng không đoàn kết - ít nhất là theo trải nghiệm của chúng ta. Nhà vật lý thiên văn Adam Frank và các đồng nghiệp như nhà thiên văn học Jason Wright đã chạy nhiều mô phỏng, trong đó họ thay đổi những yếu tố như tuổi đời của nơi ở, tỉ lệ hành tinh thích hợp, và thời gian nạp lại giữa mỗi lần phóng. Họ thấy nhiều mô phỏng của họ đưa đến kết cục là chỉ có một phần của Dải Ngân Hà có người sống. Phần tóm tắt cho bài nghiên cứu năm 2019 của họ có viết, “Những kết quả này phá vỡ mối liên kết giữa “Sự thật A” (Fact A) nổi tiếng của Hart (hiện không có người ngoài hành tinh nào đến thăm Trái Đất) và kết luận rằng nhân loại là nền văn minh tiên tiến duy nhất trong thiên hà của chúng ta.”
Một bối cảnh khác là những nền văn minh trường tồn có thể chỉ thuộc địa hóa những ngôi sao ở gần. Do những sao lùn nhẹ kiểu K và M là những sao phổ biến nhất trong Dải Ngân Hà, khả năng một nền văn minh đến gần một ngôi sao loại này sẽ cao hơn.Có thể các nền văn minh cũng ưa chuộng ngôi sao này vì chúng có tuổi thọ lớn hơn. 

#### Có thể các loài ngoài hành tinh không sống trên các hành tinh
Trong một vài viễn cảnh thuộc địa hóa, người ta dự đoán sự mở rộng khắp các hệ sao sẽ diễn ra như hình cầu - các đợt mở rộng được tiếp nối từ các hệ sao được kiến thiết trước đó. Có đề xuất rằng điều này sẽ dẫn đến một quá trình chọn lọc khắt khe giữa các cá thể đi thuộc địa hóa, ưu tiên các đặc điểm thích nghi về văn hóa hoặc sinh học phù hợp để sinh sống trên tàu du hành sao hoặc môi trường vũ trụ. Hệ quả là các cá thể này có thể bỏ qua việc sống trên hành tinh, dẫn đến sự hủy diệt các hành tinh đất đá trong các hệ thống này để lấy nguyên liệu xây dựng, từ đó ngăn sự sống phát triển trong các thế giới đó. Hoặc các nền văn minh kể trên có thể có luân lý về việc bảo vệ các “thế giới mầm non” như cách được đề cập đến trong giả thuyết sở thú.

#### Người ngoài hành tinh có thể tự cô lập với thế giới bên ngoài
Nick Bostrom gợi ý rằng vài giống loài cao cấp có thể cởi bỏ hình dạng vật chất của chúng, tạo ra những môi trường ảo rộng lớn, tải tâm trí của chúng lên những môi trường đó và tồn tại hoàn toàn trong các thế giới ảo này, ngó lơ vũ trụ vật chất bên ngoài.
Một khi nền văn minh nào đó đủ tiên tiến để làm chủ môi trường của nó, và đáp ứng được hầu hết nhu cầu vật chất của người dân bằng công nghệ, nhiều “công nghệ xã hội và giải trí”, bao gồm thực tế ảo, có thể trở thành động lực chính cho nền văn minh đó.
Có thể người ngoài hành tinh thông minh “dần dần mất hứng thú” với thế giới bên ngoài của chúng. Có lẽ bất cứ xã hội hiện đại nào cũng sẽ phát triển một nền giải trí và truyền thông đầy cuốn hút trước khi có thể du hành ngoài không gian, bởi lẽ sự đơn giản, dễ hiểu vốn có trong những giá trị giải trí ấy sẽ khiến mức độ hấp dẫn của chúng cao hơn những hoài bão phức tạp, đắt đỏ như thám hiểm và liên lạc ngoài vũ trụ.

### Lý giải dưới góc độ kinh tế

#### Thiếu tài nguyên để mở rộng ra khắp thiên hà
Một nền văn minh ngoài hành tinh có thể thuộc địa hóa những hệ sao khác nếu công nghệ của họ đủ tân tiến để du hành liên sao. Trong khi những hiểu biết vật lý của chúng ta hiện tại loại bỏ hoàn toàn khả năng du hành nhanh hơn ánh sáng, dường như không có bất cứ lý thuyết nào ngăn ta xây dựng những phi thuyền du hành liên sao “chậm”, dù chúng vẫn nằm ngoài tầm với kĩ thuật của con người. Ý tưởng này là nền tảng cho khái niệm tàu thám hiểm Von Neumann và tàu thám hiểm Bracewell, cũng như bằng chứng tiềm năng của sự sống ngoài hành tinh.
Tuy nhiên, vẫn có khả năng hiểu biết khoa học hiện tại không thể đánh giá đầy đủ sự khả thi và tốn kém của quá trình thuộc địa hóa trên quy mô đó. Có thể ta chưa hiểu hết những cản trở lý thuyết, hay việc du hành như vậy tốn nhiều tài nguyên đến mức không nền văn minh nào có thể đáp ứng. Kể cả nếu du hành liên sao và thuộc địa hóa các hệ sao là khả thi, những việc đó có thể vẫn rất khó khăn, dẫn đến một mô hình thuộc địa hóa dựa trên lý thuyết thẩm thấu (percolation theory).
Thay vì những nỗ lực thuộc địa hóa nhanh chóng và không thể cản phá, các nền văn minh có thể “thẩm thấu” ra ngoài không đồng đều. Những nỗ lực ấy dần chậm lại và cuối cùng là ngừng hẳn vì tiêu tốn quá nhiều tài nguyên hoặc vì các thuộc địa tự trở thành một nền văn minh riêng biệt. Từ đó, các thuộc địa sẽ xuất hiện thành các “cụm”, và sẽ luôn có nhiều khu vực không bị thuộc địa hóa trong thiên hà

#### Truyền thông tin rẻ hơn vận chuyển vật chất
Nếu một nền văn minh có thể tạo ra 1 cấu trúc máy có khả năng tương ứng với con người (ví dụ như thông qua việc tải lên nhận thức), và nếu có thể di chuyển những cấu trúc này qua khoảng cách lớn rồi tái tạo chúng lại trên một cỗ máy nằm xa khác, vậy thì sẽ không có động lực kinh tế mãnh liệt nào thúc đẩy nền văn minh đó thám hiểm thiên hà của họ bằng những chuyến bay ngoài không gian. Sau khi nền văn minh đầu tiên đã thám hiểm hoặc là đã thống trị cả dải ngân hà, cũng như đã gửi những cấu trúc như trên để những chuyến thám hiểm trở nên dễ dàng hơn, thì tất cả những nền văn hóa theo sau sẽ thấy rằng việc khám phá ngân hà thông qua việc vận chuyển tâm trí một cách thông minh bằng những cỗ máy được xây dựng bởi nền văn minh trước có thể rẻ hơn những chuyến tàu bay gấp 10^8-10^17 lần. Tuy nhiên, bởi vì mỗi hệ sao chỉ cần một cỗ máy như vậy, và liên lạc cũng thường được điều hướng, truyền ở tần số cao và yêu cầu lượng năng lượng tối thiểu để tiết kiệm, nên những tín hiệu như vậy sẽ rất khó để có thể phát hiện từ Trái Đất.

### Tìm ra sự sống ngoài hành tinh quá khó
Có thể các nền văn minh kỹ thuật ngoài Trái Đất có tồn tại, nhưng con người không thể liên lạc với họ bởi nhiều trở ngại: các vấn đề về tầm mức hay kỹ thuật; bởi trạng thái của họ xa lạ cho việc liên lạc có ý nghĩa; hay bởi xã hội con người từ chối chấp nhận bằng chứng về sự hiện diện của họ.

#### Con người không lắng nghe đúng cách
Các chương trình SETI có một vài giả định có nguy cơ khiến những người tìm kiếm bỏ lỡ những tín hiệu đang có. Chẳng hạn, người ngoài hành tinh có thể gửi những tín hiệu có tỉ lệ dữ liệu rất cao hoặc rất thấp, hoặc sử dụng những tần số bất thường (với con người), khiến ta khó phân biệt tín hiệu của họ với tạp âm. Các nền văn minh có thể gửi tín hiệu từ các sao ngoài dải sao chính, và do đó bị chúng ta bỏ lỡ; những chương trình tìm kiếm hiện tại giả định rằng hầu hết sự sống ngoài hành tinh sẽ quay quanh những ngôi sao giống mặt trời.
Những thử thách lớn nhất là quy mô tìm kiếm radio khổng lồ cần thiết để tìm kiếm những tín hiệu (về cơ bản trải rộng khắp vũ trụ quan sát được), lượng tài nguyên giới hạn đổ vào dự án SETI, và độ nhạy của các công cụ hiện đại. SETI ước tính rằng với một kính viễn vọng radio nhạy như Đài quan sát Arecibo, các phát sóng radio và ti vi trên Trái Đất sẽ chỉ có thể được phát hiện từ khoảng cách tối đa là 0.3 năm ánh sáng, ít hơn 1/10 khoảng cách đến ngôi sao gần nhất. Một tín hiệu sẽ dễ phát hiện hơn rất nhiều nếu nó chứa một thông điệp hữu ý, mạnh mẽ, hướng thẳng đến Trái Đất. Những tín hiệu như vậy có thể được xác định cách xa từ hàng trăm đến hàng chục nghìn năm ánh sáng. Tuy nhiên, điều này đồng nghĩa với việc các cảm biến phải nghe một dải tần số chuẩn xác, và đang ở trong vùng không gian nơi tia tín hiệu đang được gửi đến. Nhiều công cuộc tìm kiếm SETI giả định rằng những nền văn minh ngoài hành tinh sẽ phát một tín hiệu hữu ý, như tin nhắn Arecibo, để được tìm thấy.
Do đó, để phát hiện nền văn minh ngoài hành tinh thông qua sự truyền phát radio, ta cần những công cụ nhạy hơn hoặc phải hi vọng rằng ta gặp may: rằng lượng phát xạ vô tuyến băng thông rộng của công nghệ vô tuyến ngoài hành tinh mạnh hơn nhiều so với của nhân loại; rằng một trong những chương trình của SETI đang nghe đúng tần số từ đúng vùng không gian; hoặc người ngoài hành tinh đang cố tình gửi các đường truyền tập trung theo hướng chung của Trái Đất

#### Con người chưa tìm kiếm đủ lâu
Khả năng của con người tìm kiếm và nhận thức sự sống thông minh ngoài Trái Đất đã tồn tại trong một giai đoạn rất ngắn — từ năm 1937 trở về sau, nếu sự phát minh kính viễn vọng radio được lấy làm đường phân chia — và Loài người thông minh là một giống loài gần đây về địa chất. Tổng giai đoạn tồn tại của loài người hiện đại tới nay (khoảng 200,000 năm) là một giai đoạn rất ngắn trên quy mô vũ trụ, trong khi việc truyền phát radio chỉ bắt đầu phổ biến từ năm 1895. Vì thế có lẽ con người hoặc chưa tìm kiếm đủ lâu để thấy các sự sống thông minh khác, hoặc chưa tồn tại đủ lâu để được tìm thấy.
Một triệu năm trước sẽ không có bất kỳ một người nào để các sứ giả ngoài Trái Đất gặp gỡ. Với mỗi bước lùi trong thời gian, ngày càng có ít dấu hiệu cho vị sứ giả đó thấy rằng sự sống thông minh có thể phát triển trên Trái Đất. Trong một vũ trụ lớn và đã cổ, các giiống loài ngoài Trái Đất có thể có nhiều thế giới hứa hẹn khác để tới thăm và quay trở lại. Thậm chí nếu các sứ giả ngoài Trái Đất tới thăm trong những khoảng thời gian gần đây hơn, họ có thể đã bị các nền văn minh buổi đầu của con người hiểu sai coi như các thực thể siêu nhiên. (Như Erich von Däniken đề xuất)
Giả thuyết này là có thể hơn nếu các nền văn minh ngoài Trái Đất thường có xu hướng đình trệ hay mất đi, hơn là mở rộng ra. Ngoài ra, "khả năng một địa điểm không bao giờ được viếng thăm, thậm chí [với một] giới hạn thời gian vô cùng, là một giá trị lớn hơn 0." Vì thế kể cả nếu sự sống thông minh mở rộng ở một nơi nào khác, về mặt thống kê vẫn có thể sự sống thông minh đó không bao giờ khám phá Trái Đất.

#### Các nền văn minh thông minh ở quá xa trong không gian hay thời gian

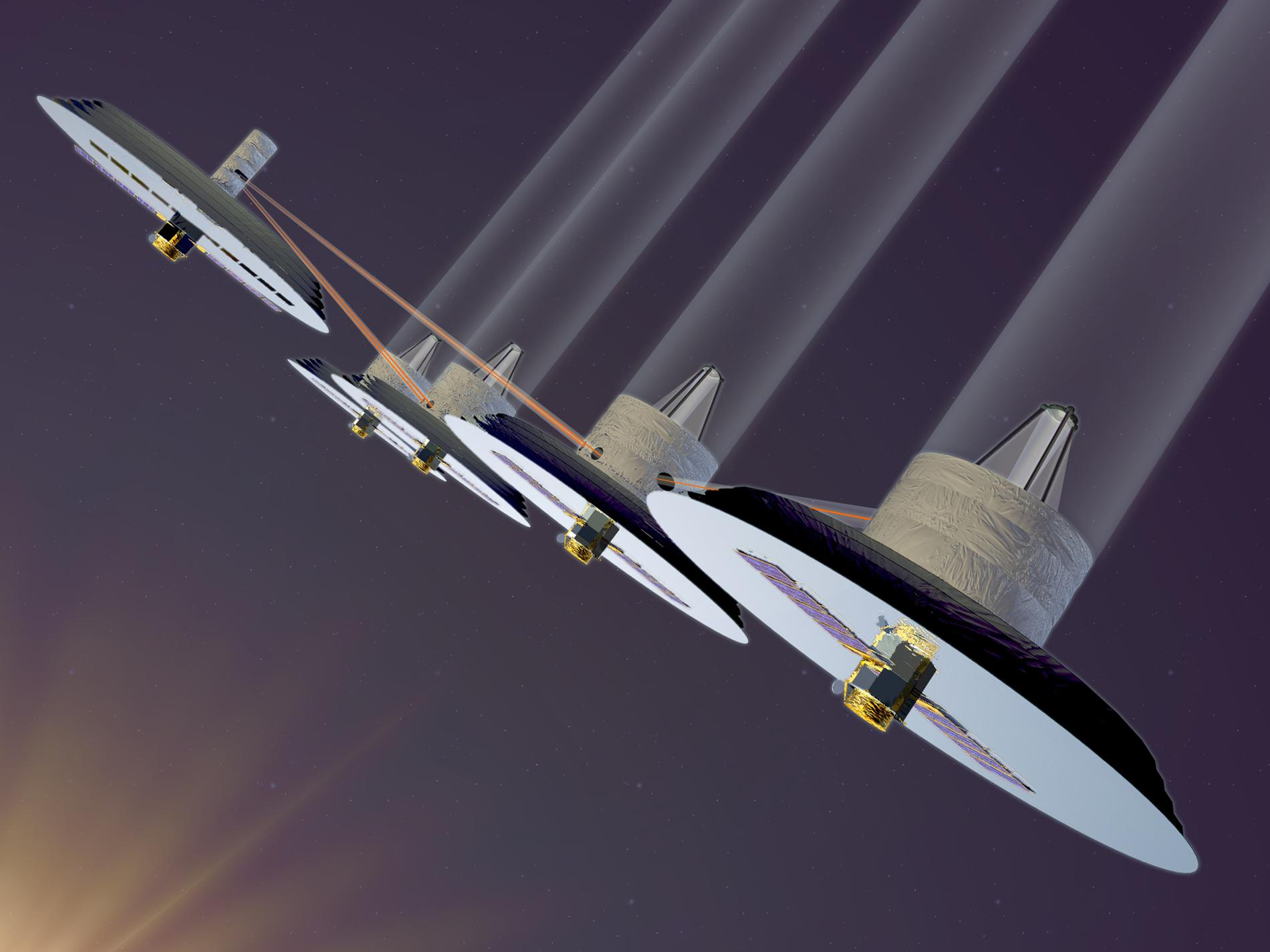
Hình khái niệm của NASA về Tàu tìm kiếm Hành tinh kiểu Trái Đất.

Có thể rằng những nền văn minh có kỹ thuật chưa đủ tầm thực dân hoá vũ trụ có tồn tại, nhưng đơn giản bởi họ ở quá xa cho những cuộc liên lạc có nghĩa hai chiều. Nếu hai nền văn minh bị chia tách bởi nhiều nghìn năm ánh sáng, rất có thể một hay cả hai nền văn minh bị tuyệt chủng trước khi việc đối thoại có nghĩa được thiết lập. Việc tìm kiếm của con người có thể phát hiện sự tồn tại của họ, nhưng việc liên lạc vẫn là không thể bởi khoảng cách. Vấn đề này có thể được cải thiện một chút nếu việc tiếp xúc/liên lạc được thực hiện thông qua một tàu vũ trụ Bracewell. Trong trường hợp này ít nhất một bên tham gia trong cuộc trao đổi có thể thu được thông tin có ý nghĩa. Hoặc, một nền văn minh có thể đơn giản thông báo kiến thức của mình, và để cho bên tiếp nhận xử lý thông tin đó theo ý của mình. Điều này tương tự việc truyền thông tin từ các nền văn minh cổ tới hiện tại.
Vấn đề khoảng cách càng trở nên phức tạp bởi thực tế các quy mô thời gian thích hợp cho một "cửa sổ cơ hội" cho việc tìm kiếm hay tiếp xúc có thể khá nhỏ. Các nền văn minh tiên tiến có thể định kỳ xuất hiện và sụp đổ trong khắp thiên hà của chúng ta, nhưng đây có thể là một sự kiện hiếm; nói theo cách tương đối, những cơ hội để hai hay nhiều nền văn minh như vậy cùng tồn tại là thấp. Có thể từng có những nền văn minh thông minh trong thiên hà trước khi sự sống thông minh trên Trái Đất xuất hiện, và có thể có những nền văn minh thông minh sau khi sự sống trên Trái Đất đã mất, nhưng có lẽ con người là nền văn minh thông minh duy nhất tồn tại hiện nay. Thuật ngữ "hiện nay" là một thứ khá phức tạp theo sự vô hạn của tốc độ ánh sáng và bản chất của không thời gian theo sự tương đối. Giả sử rằng một sự sống thông minh ngoài Trái Đất không thể đi tới chúng ta với những tốc độ nhanh hơn ánh sáng, để có thể phát hiện một sự sống thông minh ở khoảng cách 1,000 năm ánh sáng, nền văn minh đó sẽ cần phải thực hiện điều này từ 1,000 năm trước. Nói chính xác hơn, chỉ các phần của vũ trụ nằm trong nón ánh sáng quá khứ của Trái Đất là cần được xem xét, bởi bất kỳ nền văn minh nào khác ở bên ngoài nó sẽ không thể bị phát hiện.
Có một khả năng rằng bằng chứng khảo cổ về những 
nền văn minh quá khứ có thể được phát hiện nhờ những cuộc quan sát sâu bên trong vũ trụ — đặc biệt nếu nó để lại những vật tạo tác lớn như các quả cầu Dyson — nhưng điều này có vẻ không bằng việc tìm kiếm thông tin đang phát ra từ một nền văn minh đang phát triển.
Một cuộc tranh cãi liên quan cho rằng các nền văn minh khác có tồn tại, và đang truyền phát và khám phá, nhưng các tín hiệu và tàu vụ trụ của họ đơn giản là vẫn chưa tới. Tuy nhiên, những chỉ trích đã lưu ý rằng điều này khó xảy ra, bởi nó đòi hỏi chúng ta hiện tại ở một điểm rất đặc biệt trong thời gian, khi thiên hà đang chuyển tiếp từ trống rỗng sang đầy. Tỷ lệ đặc biệt này chỉ là một phần nhỏ của cuộc đời một thiên hà, vì thế các tỷ lệ chúng ta tồn tại ở một thời điểm như vậy là thấp.

#### Sự sống thông minh có thể bị ẩn giấu
Nhà khoa học hành tinh Alan Stern đề xuất ý tưởng về việc có một số thế giới có đại dương dưới bề mặt (như vệ tinh Europa của Mộc tinh hay Enceladus của Thổ Tinh). Bề mặt sẽ bảo vệ sự sống khỏi nhiều hiểm họa như va chạm thiên thạch và các vụ nổ siêu tân tinh lân cận, và cho phép sự sống sinh trưởng trên các thiên thể với nhiều kiểu quỹ đạo hơn hẳn. Sự sống, và có thể là trí khôn và nền văn minh, có thể tiến hóa trong bối cảnh này. Stern khẳng định “Nếu họ có công nghệ, và giả sử như họ đang phát sóng, hoặc có ánh sáng thành thị hay gì cũng được, chúng ta không thể thấy được chúng trong bất kỳ phần nào của quang phổ, trừ [radio] tần số rất thấp là cùng.”

#### Các nền văn minh tân tiến có thể khoanh vùng công cuộc tìm kiếm sự sống về các dấu hiệu công nghệ
Nếu sự sống trong vũ trụ dồi dào nhưng chi phí du hành không gian cao, một nền văn minh tiên tiến có thể chọn tập trung cuộc tìm kiếm vào các nền văn minh tân tiến, cụ thể là tín hiệu radio, thay vì tìm các dấu hiệu sự sống nói chung. Vì con người mới chỉ gần đây bắt đầu liên lạc bằng radio, có thể tín hiệu của ta chưa đến được các hành tinh có sự sống khác, và kể cả khi tín hiệu đã đến, tàu thăm dò từ các hành tinh đó chưa đến được Trái Đất.

### Sự sẵn sàng giao tiếp

#### Tất cả đang lắng nghe nhưng không ai truyền tín hiệu
Các nền văn minh ngoài hành tinh có thể đủ trình độ công nghệ để liên lạc với Trái Đất, nhưng có thể chỉ đang nghe thay vì truyền tin. Nếu tất cả các nền văn minh hành động giống nhau, thiên hà có thể đầy những nền văn minh háo hức để liên lạc, nhưng tất cả đều đang nghe và không ai truyền tin cả. Đây được gọi là nghịch lý SETI.
Nền văn minh duy nhất ta biết, nhân loại, không truyền tin một cách tường minh, trừ một vài cố gắng nhỏ. Những nỗ lực này, và chắc chắn là cả việc thử nhân rộng chúng, đều gây tranh cãi. Hiện không rõ liệu nhân loại có phản hồi tín hiệu nào ta bắt được hay không. Chính sách chính thức trong cộng đồng SETI là “[không] được gửi phản hồi lại bất kể tín hiệu hay bằng chứng nào về trí tuệ ngoài hành tinh trước khi những cuộc tham vấn quốc tế nghiêm cẩn được tổ chức”
Tuy nhiên, nhìn vào tác động khả dĩ của bất kỳ phản hồi nào, có thể sẽ rất khó để đạt đến một sự đồng thuận chung về vấn đề ai là người nói và điều họ nói sẽ là gì.

##### Quá nguy hiểm để liên lạc
Một nền văn minh ngoài hành tinh có thể thấy liên lạc là quá nguy hiểm cho họ hoặc cho loài người. Người ta lý luận rằng khi các nền văn minh rất khác biệt trên Trái Đất chạm mặt nhau, một trong hai bên thường sẽ nhận kết quả thảm khốc, và điều tương tự có thể xảy ra với sự tiếp xúc liên sao. Kể cả tiếp xúc ở khoảng cách an toàn cũng có thể dẫn đến truyền nhiễm qua mã máy tính, hoặc qua chính các ý niệm (xem meme). Có thể các nền văn minh dè dặt không chỉ chủ động né tránh Trái Đất mà là với tất cả, do lo sợ các nền văn minh khác.
Có lẽ bản thân nghịch lý Fermi - hoặc một phiên bản tương đương của người ngoài hành tinh - là lý do khiến các nền văn minh tránh liên lạc với nền văn minh khác, kể cả khi không có trở ngại nào khác. Từ góc nhìn của bất kỳ nền văn minh nào, xác suất họ là bên bắt đầu liên lạc được xem là thấp. Vì vậy, theo lập luận này, khả năng cao là các nền văn minh trước đó đã gặp vấn đề nghiêm trọng khi làm bên mở lời trước và ta nên tránh việc này. Do đó có thể mọi nền văn minh đều giữ im lặng vì các nền văn minh khác có lẽ có lý do thực sự cho hành động đó
Năm 1987, tác giả khoa học viễn tưởng Greg Bear đã đào sâu vào đề tài này trong cuốn tiểu thuyết Forge of God. Trong cuốn sách, nhân loại được ví như một đứa bé khóc giữa một khu rừng khắc nghiệt: “Đã từng có một đứa trẻ sơ sinh lạc trong rừng, khóc hết sức bình sinh, tự hỏi sao không ai trả lời, mời gọi lũ sói”. Một trong các nhân vật giải thích, “Chúng ta đã và đang ngồi trên cái cây của mình kêu như lũ chim ngu dại trong hơn một thế kỷ nay, tự hỏi tại sao không con chim nào trả lời. Bầu trời thiên hà đầy những con diều hâu, lý do đấy. Những hành tinh không đủ hiểu biết để giữ im lặng, sẽ bị ăn thịt.”
Trong cuốn tiểu thuyết Khu rừng đen tối ra đời năm 2008 của Lưu Từ Hân, tác giả đề xuất một lời giải bằng văn học cho nghịch lý Fermi, trong đó có nhiều nền văn minh ngoài hành tinh tồn tại, nhưng chúng vừa im lặng vừa hoang tưởng, hủy diệt bất kỳ dạng sống non nớt nào to tiếng để lộ hành tung. Điều này là do bất kỳ dạng sống thông minh nào khác có thể trở thành hiểm họa trong tương lai. Kết quả là trong vũ trụ giả tưởng của Lưu có vô số nền văn minh im lặng ẩn mình, như trong một “khu rừng tăm tối” đầy “những thợ săn có vũ khí lẩn lút sau hàng cây như một con ma”. Ý tưởng này về sau được gọi là giả thuyết khu rừng đen tối.

#### Trái Đất bị cố tình tránh né
Giả thuyết sở thú nói rằng sự sống thông minh ngoài hành tinh có tồn tại và không liên lạc với Trái Đất để sự sống tiến hóa và phát triển một cách tự nhiên. Một biến thể của nó là giả thuyết phòng thí nghiệm, trong đó con người đã và đang là đối tượng cho các thử nghiệm, với Trái Đất và hệ Mặt Trời là phòng thí nghiệm. Giả thuyết sở thú có thể sụp đổ do lỗi trong giả định về động cơ đồng nhất: chỉ cần một nền văn hóa hay nền văn minh phá lệ trong tầm phát hiện của con người để quy ước chung (không tương tác với con người) bị hủy bỏ. Giả định này sẽ nhiều khả năng bị vi phạm hơn khi số nền văn minh nhiều lên, và xu hướng thay vì là một ‘Câu lạc bộ Thiên hà’ có cùng chính sách đối ngoại về sự sống trên Trái Đất, thì là nhiều “Hội nhóm Thiên hà” (Galactic Cliques).
Tuy nhiên, nếu các siêu trí tuệ nhân tạo thống trị đời sống thiên hà, và nếu các trí thông minh như vậy hội tụ về cùng một hành vi bá quyền được hợp nhất, ta sẽ giải quyết được lỗ hổng về động cơ động nhất, vì các hành vi nổi loạn sẽ bị chống đối. Dựa trên các giả định phổ biến về sinh học vũ trụ, việc phân tích thời điểm đến đồng thời giữa các nền văn minh trong thiên hà gợi ý rằng nền văn minh khởi điểm sẽ dẫn đầu các nền văn minh gia nhập sau. Điều này dẫn đến khái niệm giả thuyết sở thú bị cưỡng ép hay do lẽ thường trên quy mô thiên hà hoặc vũ trụ. Đồng thời nó dẫn đến nghịch lý Fermi từ hiệu ứng người sáng lập về mặt văn hóa, bất kể nền văn minh sáng lập còn hoạt động hay không.
Có thể một nền văn minh đủ tân tiến để du hành giữa các hệ mặt trời đang chủ động ghé thăm hoặc quan sát Trái Đất mà không bị phát hiện hoặc không bị nhận ra. Dựa trên logic này, và xây dựng từ các lập luận về tính không khả thi của các lời giải khác cho nghịch lý Fermi, Ian Crawford và Dirk Schulze-Makuch đã lý luận rằng hoặc các nền văn minh công nghệ cực kỳ hiếm trong thiên hà hoặc đang chủ đích trốn tránh chúng ta.

#### Trái Đất đang bị cô lập có chủ đích
Một ý tưởng liên quan đến giả thuyết sở thú là ngoài một khoảng cách nhất định thì vũ trụ nhận thức được là một hiện thực mô phỏng. Giả thuyết cung thiên văn phỏng đoán rằng các sinh vật đã tạo ra mô phỏng này để vũ trụ trông như không còn sự sống nào khác.

#### Họ ở đây và không thể bị quan sát
Có thể các hình thức sự sống thông minh ngoài Trái Đất không chỉ tồn tại, mà còn đã hiện diện trên Trái Đất. Họ không thể bị phát hiện bởi họ không muốn thế, con người về kỹ thuật không thể làm được điều này, hay bởi các xã hội từ chối chấp nhận bằng chứng.
Có thể rằng một hình thức sự sống về kỹ thuật đủ tiên tiến để du lịch tới Trái Đất cũng sẽ đủ tiên tiến để tồn tại ở đây mà không bị phát hiện. Theo quan điểm này, người ngoài hành tinh đã tới Trái Đất, hay hệ mặt trời của chúng ta, và đang quan sát hành tinh, trong khi giấu diếm sự hiện diện của mình. Việc quan sát có thể hình dung có thể được tiến hành theo một số cách có thể là khó bị phát hiện. Ví dụ, một hệ phức tạp các thiết bị giám sát hiển vi được chế tạo bằng công nghệ nano phân tử có thể được triển khai trên Trái Đất mà không thể bị phát hiện, hay các phương tiện tinh vi có thể tiến hành việc giám sát trên diện rộng từ một nơi nào đó.
Nhiều nhà nghiên cứu và quan sát UFO cho rằng xã hội như một tổng thể là có thành kiến không đúng về những tuyên bố về các vụ bắt cóc của người ngoài hành tinh, vụ quan sát, và những lần gặp mặt, và vì vậy không thể hoàn toàn tiếp nhận những tuyên bố về bằng chứng rằng người ngoài hành tinh đang tới thăm chúng ta. Những người khác sử dụng các lý thuyết âm mưu phức tạp để cho rằng bằng chứng về các vụ viếng thăm của người ngoài Trái Đất đang bị tầng lớp đầu não chính trị che giấu khỏi công chúng. Các kịch bản như từng được thể hiện trong văn hóa đại chúng trong nhiều thập kỷ, ví dụ như bộ phim Men in Black.
Lý thuyết này đã được một nhà vật lý đồng nghiệp của Fermi, Leó Szilárd, đề xuất (đùa vui) với ông, Leó cho rằng "họ đã đang ở giữa chúng ta – nhưng họ tự gọi mình là người Hungary", một kiểu ám chỉ hài hước tới sự khác thường của tiếng Hungary, không hề liên quan tới hầu hết ngôn ngữ được sử dụng ở châu Âu.